# Rhodiola rosea
Rhodiola rosea, cunoscută popular sub numele de rădăcină de aur, rădăcină de trandafir, rădăcina arctică sau coroana regelui, este o planta perenă cu flori din familia Crassulaceae. Aceasta se remarcă prin adaptabilitatea sa la condițiile climatice dure, fiind întâlnită în regiunile reci ale lumii. Este o plantă cu o distribuție circumpolară, crescând în regiunile reci și muntoase ale emisferei nordice. Rhodiola rosea se găsește predominant în regiunile arctice și subarctice ale Europei, Asiei și Americii de Nord. Crește în mod natural în Munții Siberiei, în nordul Canadei, în Alaska și în Scandinavia. Planta se mai găsește și în munții Alpi și Carpați, preferând solurile bine drenate și sărace în nutrienți, tipice regiunilor montane și arctice. Este adaptată condițiilor de mediu dure, prosperând la altitudini mari, de obicei între 1500-4000 m.

## Descriere
Rhodiola rosea crește la înălțimi cuprinse între 5 și 40 centimetri (2 la 15,7 in). Planta are mai multe tulpini cărnoase care pornesc dintr-un rizom gros și lemnos. Rizomul este scurt și robust, adaptat pentru a stoca nutrienți și apă în condiții dificile. Frunzele sunt  suculente, cu o textură cărnoasă și au formă eliptică până la obovată, având margini întregi sau ușor dințate. Acestea sunt dispuse alternat de-a lungul tulpinii. Florile sunt mici, cu diametru cuprins între 1 și 3,5 milimetri (0,039 la 0,138 in) și sunt compuse din 4 sepale și 4 petale. Culoarea florilor variază de la galben la galben-verzui, uneori având vârfuri roșii. Acestea înfloresc în timpul verii, formând inflorescențe terminale dense.

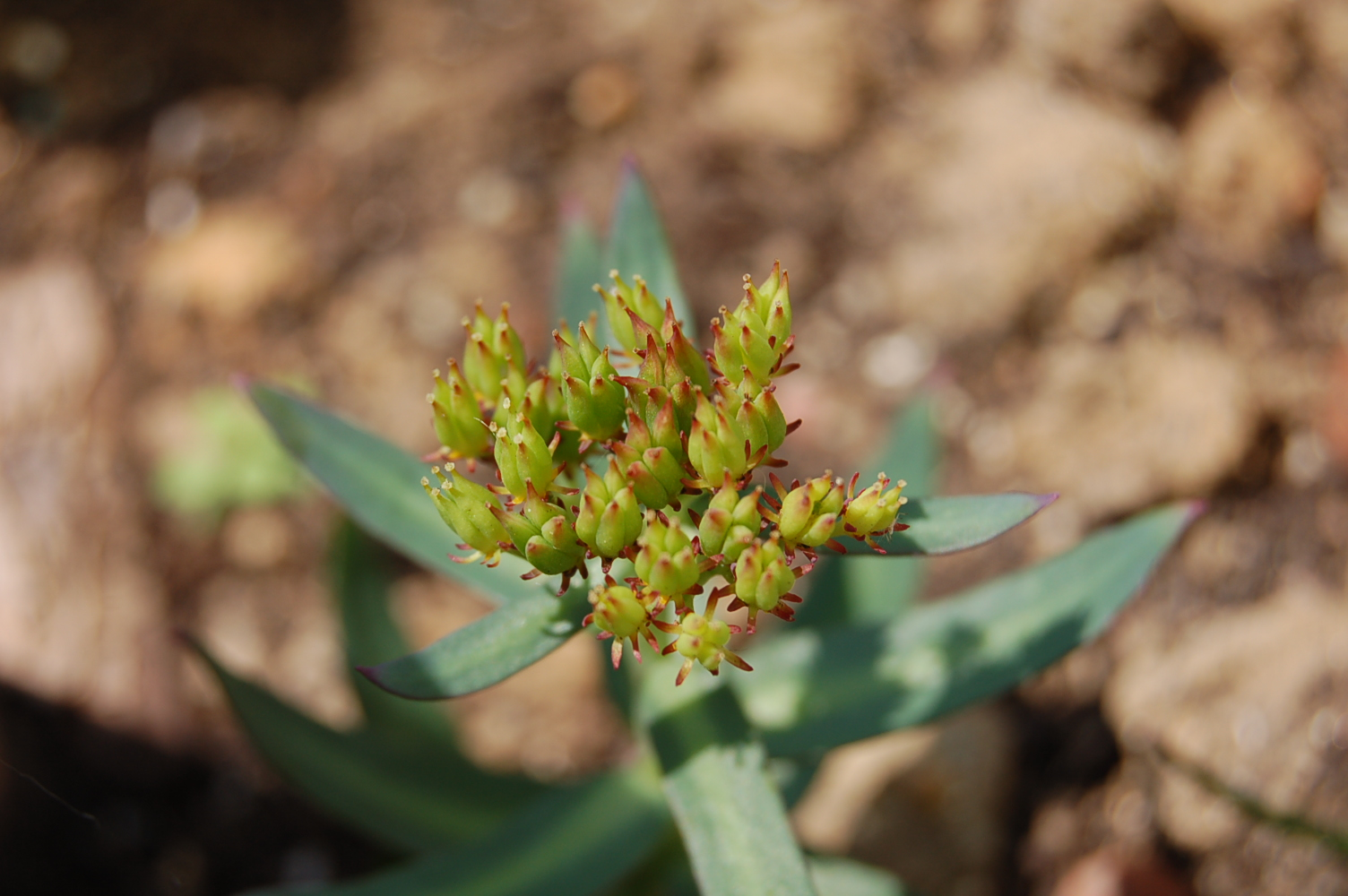
Rhodiola rosea în floare primăvara în Marea Britanie

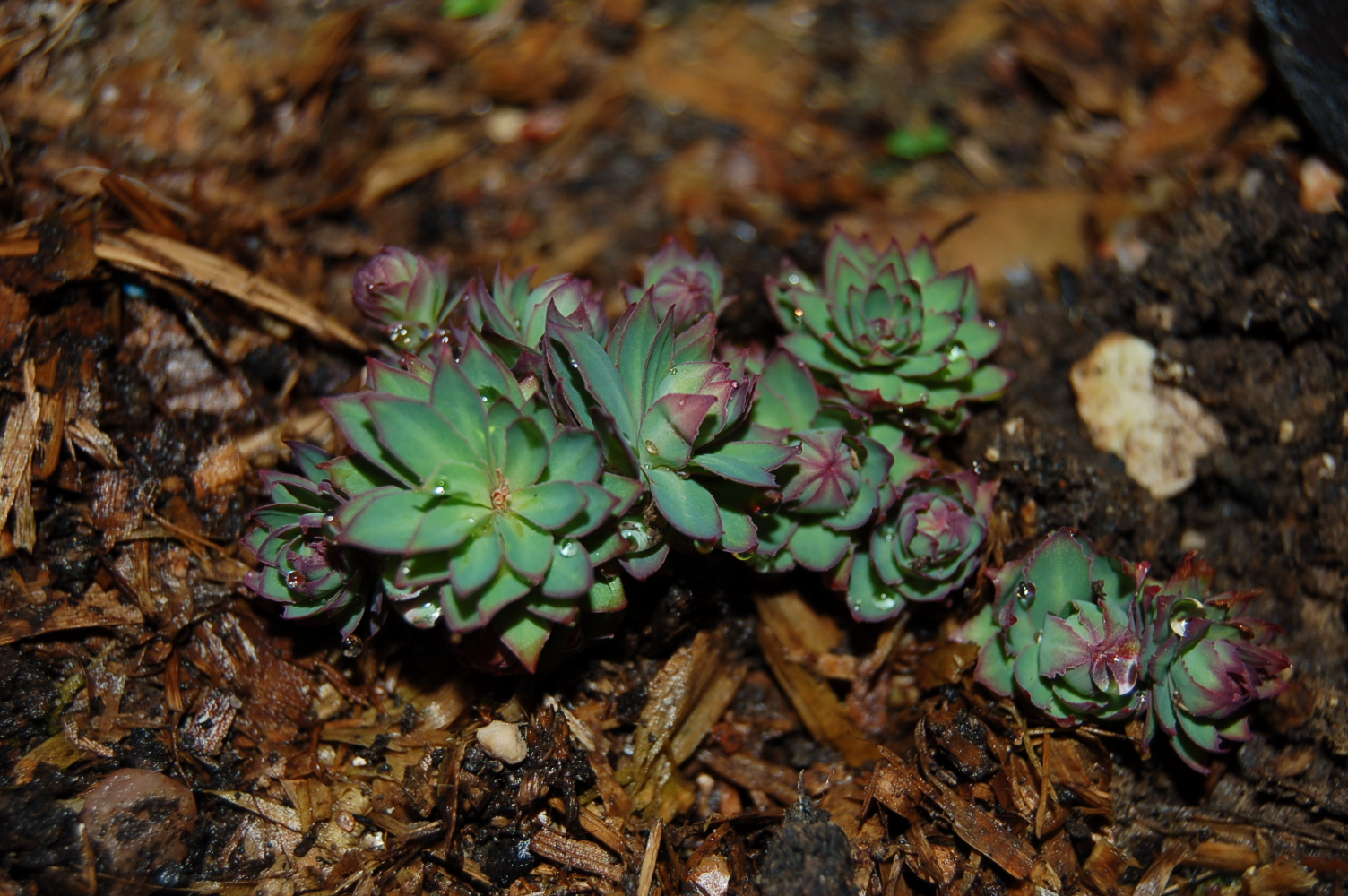
Un lăstar de Rhodiola rosea în creștere într-o zi însorită.

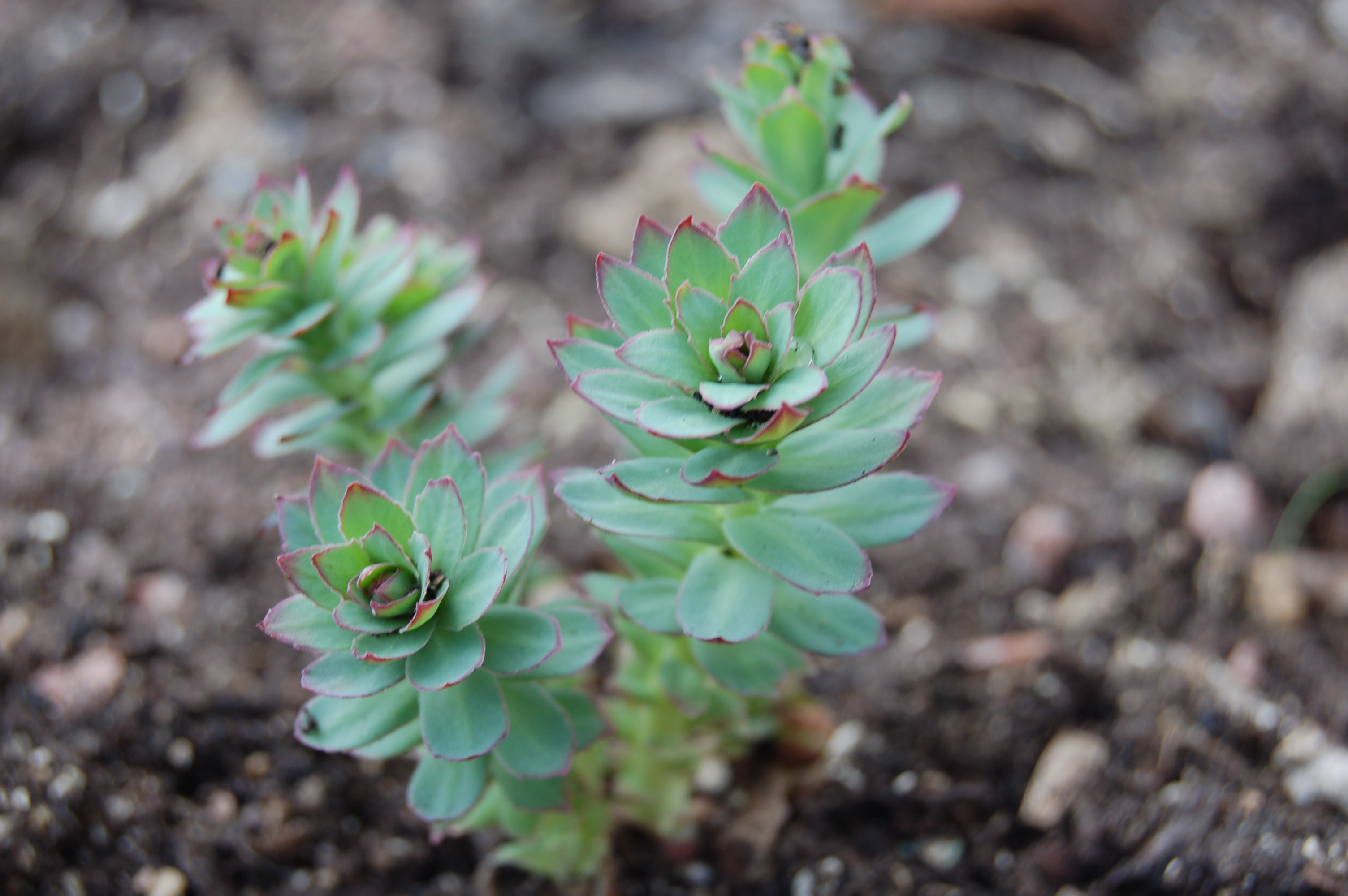
Rhodiola rosea germinare și dezvoltare în timpul primăverii, după hibernarea de iarnă.

## Taxonomie
Prima descriere a plantei R. rosea a fost făcută de Dioscorides în lucrarea sa De Materia Medica, una dintre cele mai vechi enciclopedii despre plante medicinale. 
În trecut, multe specii de Rhodiola erau clasificate sub denumirea generală de Rhodiola rosea, dar cercetările botanice moderne și analizele genetice permit în prezent o clasificare mai precisă. În cadrul indexului "Flora of North America" (FNA), un proiect esențial pentru documentarea diversității plantelor din America de Nord, s-a demonstrat că anumite plante, anterior considerate R. rosea, sunt de fapt specii diferite. Astfel, specii precum Rhodiola integrifolia și Rhodiola rhodantha au fost recunoste ca fiind separate și distincte.

## Utilizare
Rhodiola rosea este adesea folosită pentru a prepara infuzii și ceaiuri, iar partea aeriană este consumată ca aliment în unele părți ale lumii, uneori adăugată în salate. Această modalitate de consum este populară în special în țările din Asia.

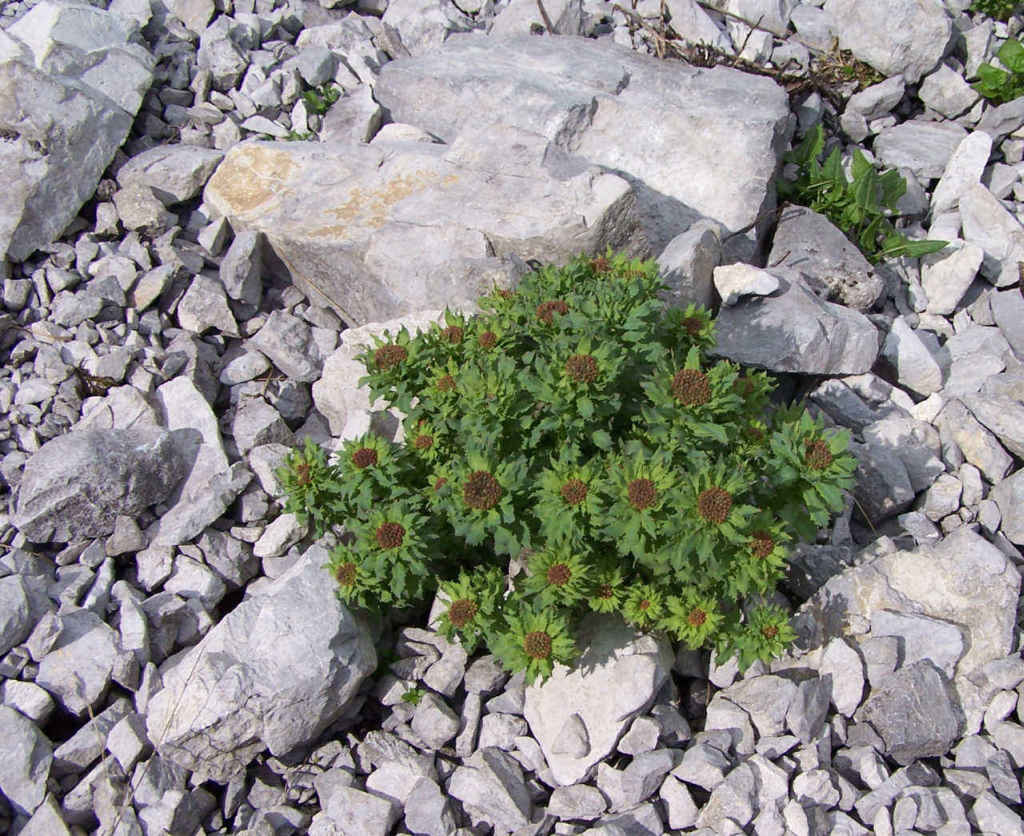
Planta rhodiola rosea în mediu ostil

În Rusia și Scandinavia, R. rosea a fost utilizată de secole pentru a contracara efectele frigului siberian și pentru a face față provocărilor unei vieți stresante. Planta a fost folosită în medicina tradițională Chineză, unde este numită hóng jǐng tiān (红景天). Suplimentul pe bază de rhodiola rosea poate fi utilizat pentru a preveni răul de altitudine.

## Efecte asupra sănătății

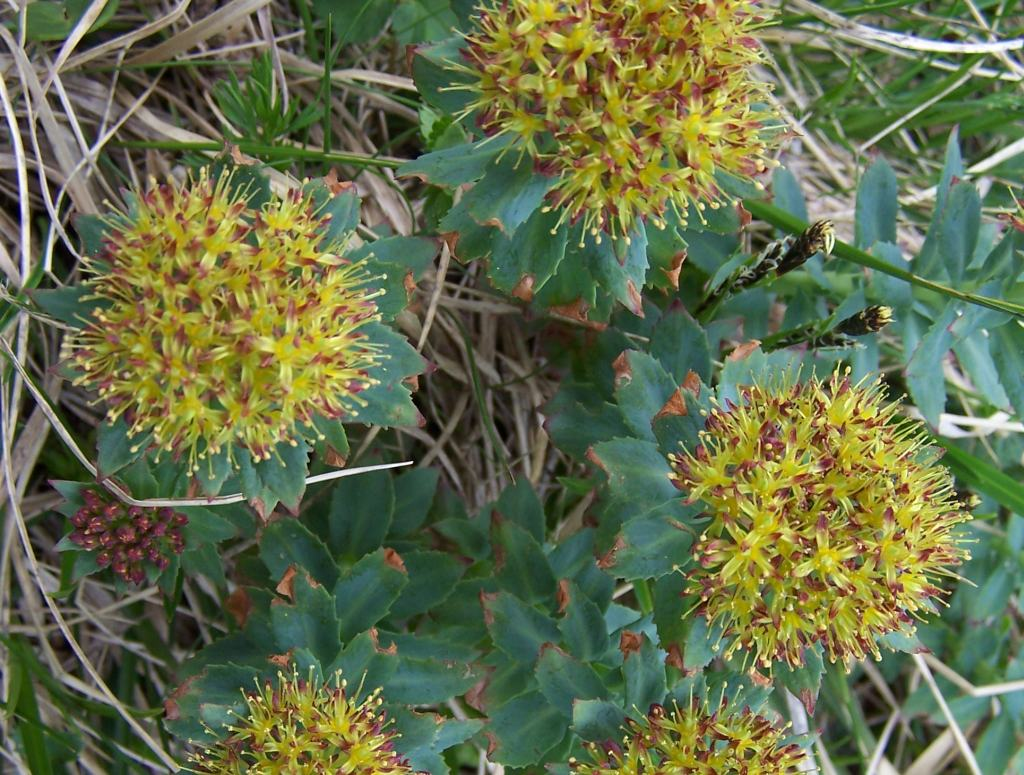
Ofilirea florii de rhodiola rosea

Cercetările privind eficacitatea R. rosea sunt contradictorii. În timp ce unele studii indică faptul că planta poate ajuta la îmbunătățirea performanțelor fizice și reducerea oboselii mentale, există și deficiențe metodologice care limitează precizia evaluării eficacității sale.  Aceste deficiențe includ dimensiunile mici ale eșantioanelor, lipsa studiilor de lungă durată și variabilitatea preparatelor.
R. rosea nu este aprobată de US Food and Drug Administration (FDA) pentru a vindeca, trata sau preveni o boală. FDA a luat măsuri împotriva unor produse care conțineau R. rosea și care făceau afirmații  nefondate că ar putea trata afecțiuni precum cancerul, anxietatea, gripa, infecțiile bacteriene, și migrenele. În 2017, organizația a emis o avertizare către BrainAlert LLC pentru comercializarea neautorizată a produselor ce promovau aceste proprietăți ale plantei. Relația acuală cu suplimentele de R. rosea în SUA este una complexă. Acestea sunt disponibile pe piată și sunt promovate pentru diverse beneficii precum: reducerea stresului, îmbunătățirea performanței fizice și mentale și ameliorarea simptomelor de depresie și anxietate. Există totuși studii preliminare care sugerează că planta poate avea beneficii reale. Cu toate acestea, multe dintre studii sunt limitate ca dimensiune și calitate, iar mai multe cercetări riguroase sunt necesare pentru a confirma aceste efecte.

## Constituenți chimici
Oamenii de știință au identificat aproximativ 140 de compuși chimici în R. rosea, inclusiv  fenoli, rosavin, rosarin, acizi organici, terpenoide, acizi carbonici și derivați ai acestora: flavonoide, antrachinone, și alcaloizi. Compoziția chimică a uleiului esențial de R. rosea variază în funcție de regiunea de origine, reflectând diferite concentrații ale compușilor. De exemplu, R. rosea de origine rusă conține concentrații mari de rosavin, rosarin și colofoniu, în timp ce principalele componente ale uleiului esențial de Rhodiola originară din Bulgaria sunt geraniol și 1-octanol, iar în India componenta principală este alcool feniletilic. 
Rosavin, rosarin, colofoniu și salidroside (uneori și p-tyrosol, rhodioniside, rhodolin și rosiridin) sunt considerate ingrediente active în R.rosea. Acești compuși sunt predominant polinefoli, o clasă de compuși cunoscută pentru proprietățile sale antioxidante. Cu toate acestea, nu există dovezi solide că aceste substanțe chimice au un efect fiziologic la oameni, care ar putea preveni sau reduce riscul de boli.
Deși aceste fitochimicale sunt menționate ca specifice Rhodiolei rosea, există multe alte plante ce contin antioxidanti, inclusiv proantocianidine, quercetin, acid galic, acid clorogenic și kaempferol.

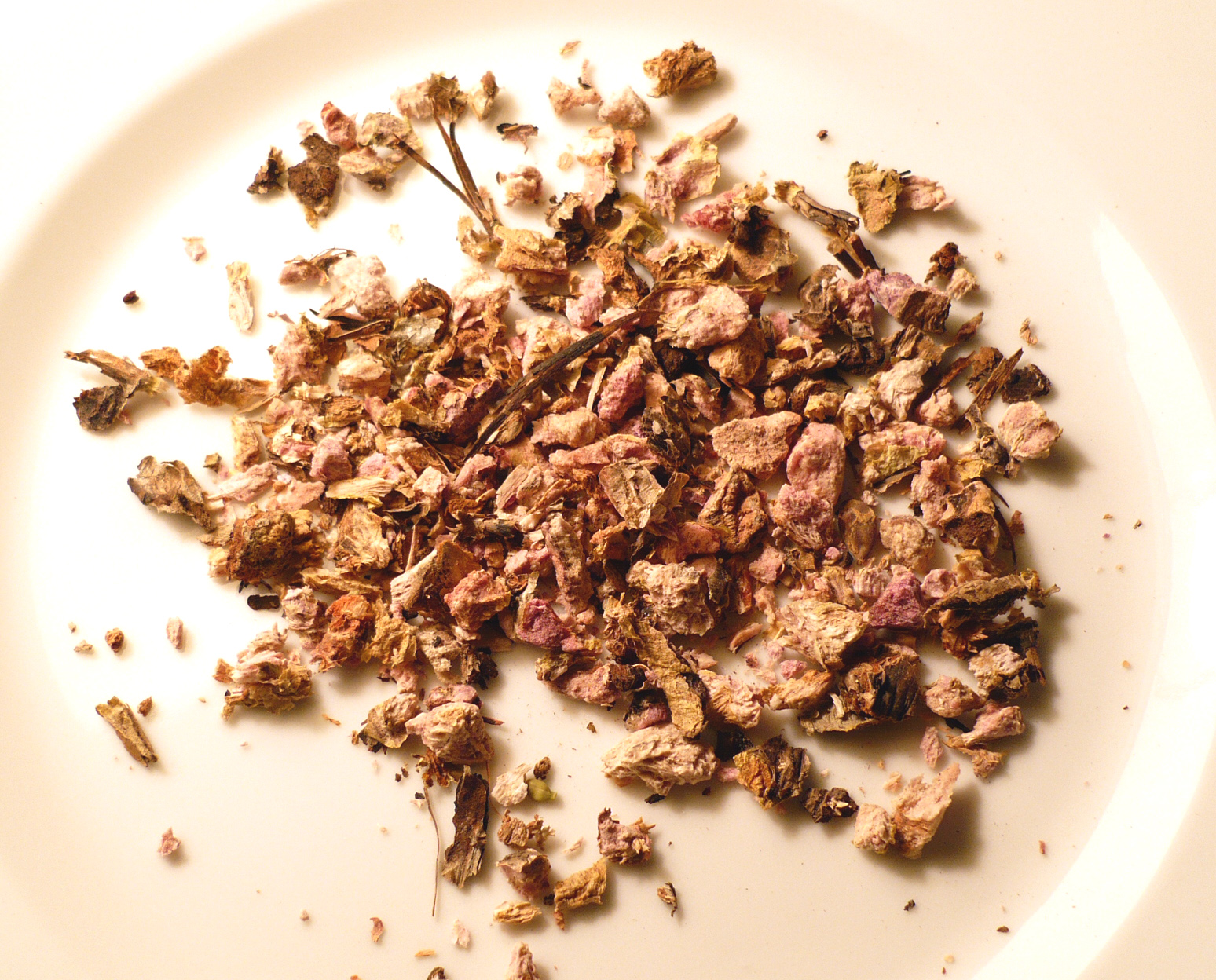
radacina uscata de rhodiola rosea